# Maźnica (Witkowice)
Maźnica – część wsi Witkowice w Polsce położona w województwie podkarpackim, w powiecie stalowowolskim, w gminie Radomyśl nad Sanem.
W latach 1975–1998 Maźnica administracyjnie należała do województwa tarnobrzeskiego.